# Iris purpureobractea
Iris purpureobractea är en irisväxtart som beskrevs av Brian Frederick Mathew och T.Baytop. Iris purpureobractea ingår i släktet irisar, och familjen irisväxter.
Artens utbredningsområde är Turkiet. Inga underarter finns listade i Catalogue of Life.